# Oenochlora imperialis
Oenochlora imperialis är en fjärilsart som beskrevs av W. Warren 1896. Oenochlora imperialis ingår i släktet Oenochlora och familjen mätare. Inga underarter finns listade i Catalogue of Life.

## Bildgalleri

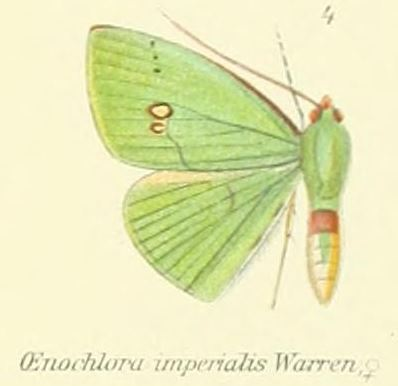